# Bussy (Oise)
Bussy – miejscowość i gmina we Francji, w regionie Hauts-de-France, w departamencie Oise.
Według danych na rok 1990 gminę zamieszkiwało 225 osób, a gęstość zaludnienia wynosiła 58 osób/km² (wśród 2293 gmin Pikardii Bussy plasuje się na 773. miejscu pod względem liczby ludności, natomiast pod względem powierzchni na miejscu 979.).